# Гриценко, Тамара Александровна
Тамара Александровна Грице́нко (род. 1938) — советская и украинская бандуристка, певица (меццо-сопрано).

## Биография
Родилась 25 августа 1938 года в селе Старый Орлик, (ныне Полтавская область, Украина). Училась в Полтавском музыкальном училище имени Н. В. Лысенко, которое окончила в 1960 году. В 1961 году поступила в молодежного оркестра народных инструментов «Радуга». Окончила 1965 КГК имени П. И. Чайковского (у Сергея Баштана и Д. И. Петриненко).
С 1960 года работала в ансамбле украинской музыки при объединении «Укрконцерт».
В 1961—1993 годах выступала в составе трио бандуристок вместе с М. Ф. Голенко и Н. Д. Писаренко. Трио побывало в Сибири, на Дальнем Востоке, в Бурят-Монголии, Закавказье, Кубани, Белоруссии и Прибалтике.
С 1993 года — в дуэте с Н. Д. Писаренко.

## Награды и премии
- Государственная премия УССР имени Т. Г. Шевченко (1975) — за концертные программы (1973—1974)
- народная артистка УССР (1990)
- Почётный гражданин Кобеляцкого района (2004)[1].